# Kaserne an der Lindhooper Straße

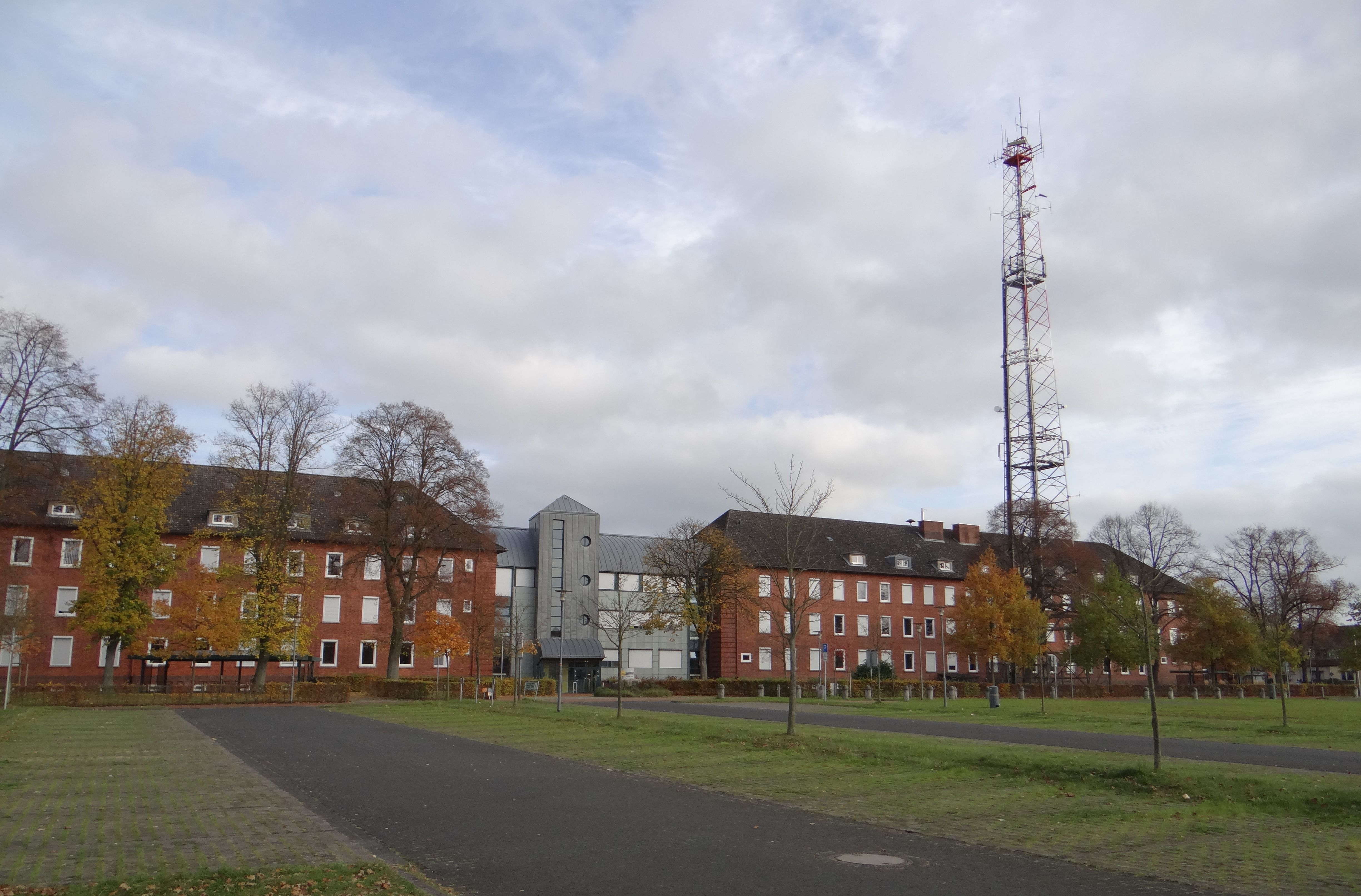
Ehemalige Kasernen an der Lindhooper Straße

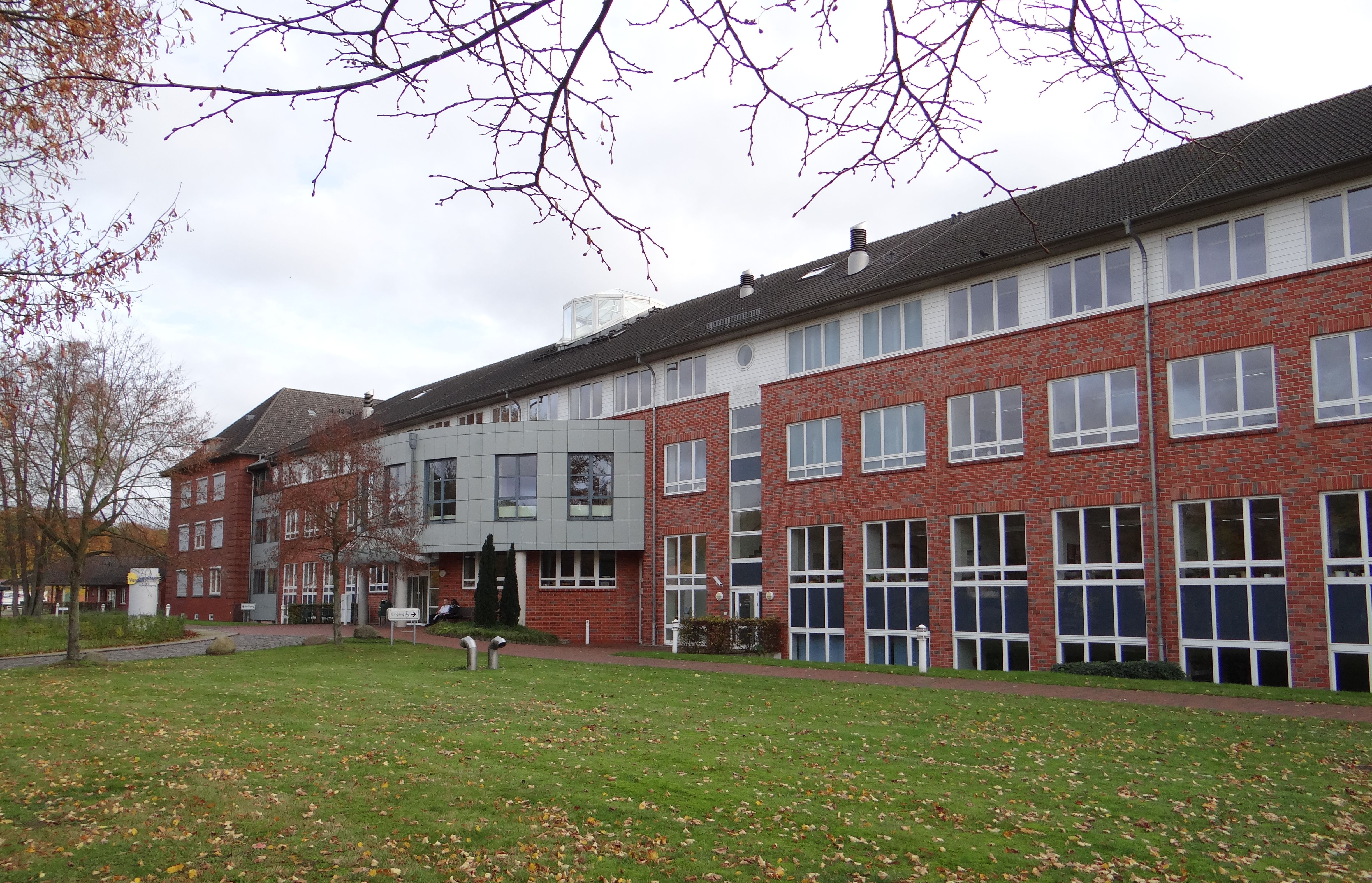
Sitz der Landkreis-Verwaltung in ehemaliger Kaserne

Die Kaserne an der Lindhooper Straße (auch Aller Kaserne oder Lindhooper Kaserne) (British Army: Caithness Barracks) ist ein Gebäudekomplex in Verden an der Aller, der zuletzt von der Britischen Armee genutzt wurde. Auf dem Gelände sind heute die Verwaltung und die Rettungs- und Feuerwehrleitstelle des Landkreises Verden, privatwirtschaftliche Betriebe, das Ökozentrum Verden und das Norddeutsche Zentrum für Nachhaltiges Bauen untergebracht.

## Geschichte
Die Kasernen wurden um 1870 errichtet und damit wurde Verden Garnisons-Stadt (berittene Artillerie). Die Nationalsozialisten errichteten weitere Gebäude und bauten die Zufahrtsstraßen aus. Luftabwehreinheiten der Wehrmacht waren hier stationiert. In der Kaserne und anderen Standorten in Verden waren Kommandobehörden bzw. Dienststellen und andere Einrichtungen des Wehrkreis X untergebracht.
Da die Stadt von Kampfhandlungen im Zweiten Weltkrieg weitgehend verschont blieb, waren die Gebäude nach dem Krieg zum großen Teil noch intakt.
Von 1945 bis 1993 war die 1st Armoured Division of the British Army (1. Panzerdivision) in den Caithness Barracks in Verden stationiert.
Koordinaten: 52° 55′ 36,1″ N, 9° 15′ 3,7″ O